# Gyirong
Gyirong (chữ Tạng: སྐྱིད་གྲོང་རྫོང་; Wylie: skyid grong rdzong; ZWPY: Gyirong Zong; tiếng Trung: 吉隆县; bính âm: Jílóng Xiàn, Hán Việt: Cát long huyện) là một huyện của địa khu Xigazê (Nhật Khách Tắc), khu tự trị Tây Tạng, Trung Quốc. Huyện được biết đến vì có khí hậu dễ chịu và có sự đa dạng về thực vật so với cao nguyên Tây Tạng.

### Trấn
- Tông Dát (宗嘎镇)
- Cát long (吉隆镇)

### Hương
- Chiết Ba (折巴乡)
- Cống Đang (贡当乡)
- Sai Na (差那乡)